# William Cameron Menzies
William Cameron Menzies (New Haven, 29 luglio 1896 – Los Angeles, 5 marzo 1957) è stato uno scenografo, regista e produttore cinematografico statunitense.

## Biografia
Menzies nacque a New Haven, nel Connecticut, da genitori immigrati scozzesi. Studiò all'Università di Yale e all'Università di Edimburgo, prestando servizio nella US Army durante la prima guerra mondiale. In seguito, fece parte dell'Art Students League of New York.
Venne assunto alla Paramount Pictures come scenografo e come tecnico degli effetti speciali.
Menzies acquisì fama ad Hollywood come scenografo de Il ladro di Bagdad (1924), Tristana e la maschera (1928), The Dove (1927) e Nella tempesta (1928). Questi due ultimi film gli fecero vincere l'Oscar alla migliore scenografia nel 1929, il primo anno in cui fu assegnato il premio in questa categoria.
Il suo lavoro in Le avventure di Tom Sawyer (1938) convinse David O. Selznick a chiamarlo per le scenografie di Via col vento (1939). In questo film il suo ruolo fu secondo solo a quello del produttore: Selznick infatti gli lasciò carta quasi bianca non solo sulla scenografia e l'arredamento, ma anche per le scelte riguardanti il technicolor e la caratterizzazione visiva dei personaggi. Complici i frequenti cambi di regia, si ritrovò inoltre a dirigere egli stesso alcune sequenze della pellicola. Con questo film vinse il suo secondo Oscar, che fu un Oscar onorario e non per la scenografia.
Menzies diresse film drammatici e fantasy. Realizzò due film di fantascienza: La vita futura (1936), basato su un romanzo di HG Wells e Invaders from Mars (1953), che rispecchiava molte paure sugli alieni e sulle minacce esterne all'umanità negli anni '50
Menzies morì di cancro nel 1957 a 60 anni. Fu sepolto al Forest Lawn Memorial Park di Glendale.

## Scenografie

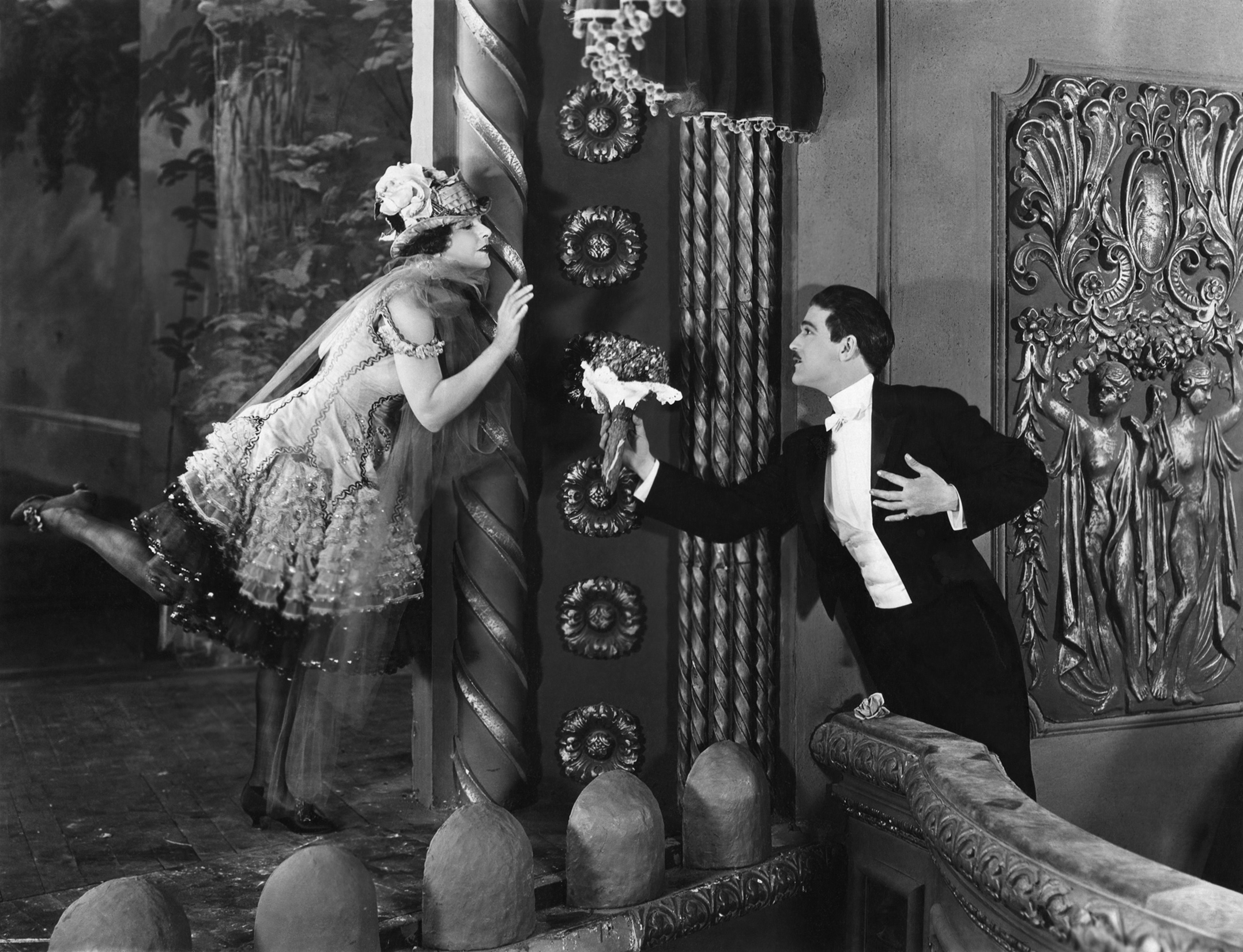
The Lady (1925)
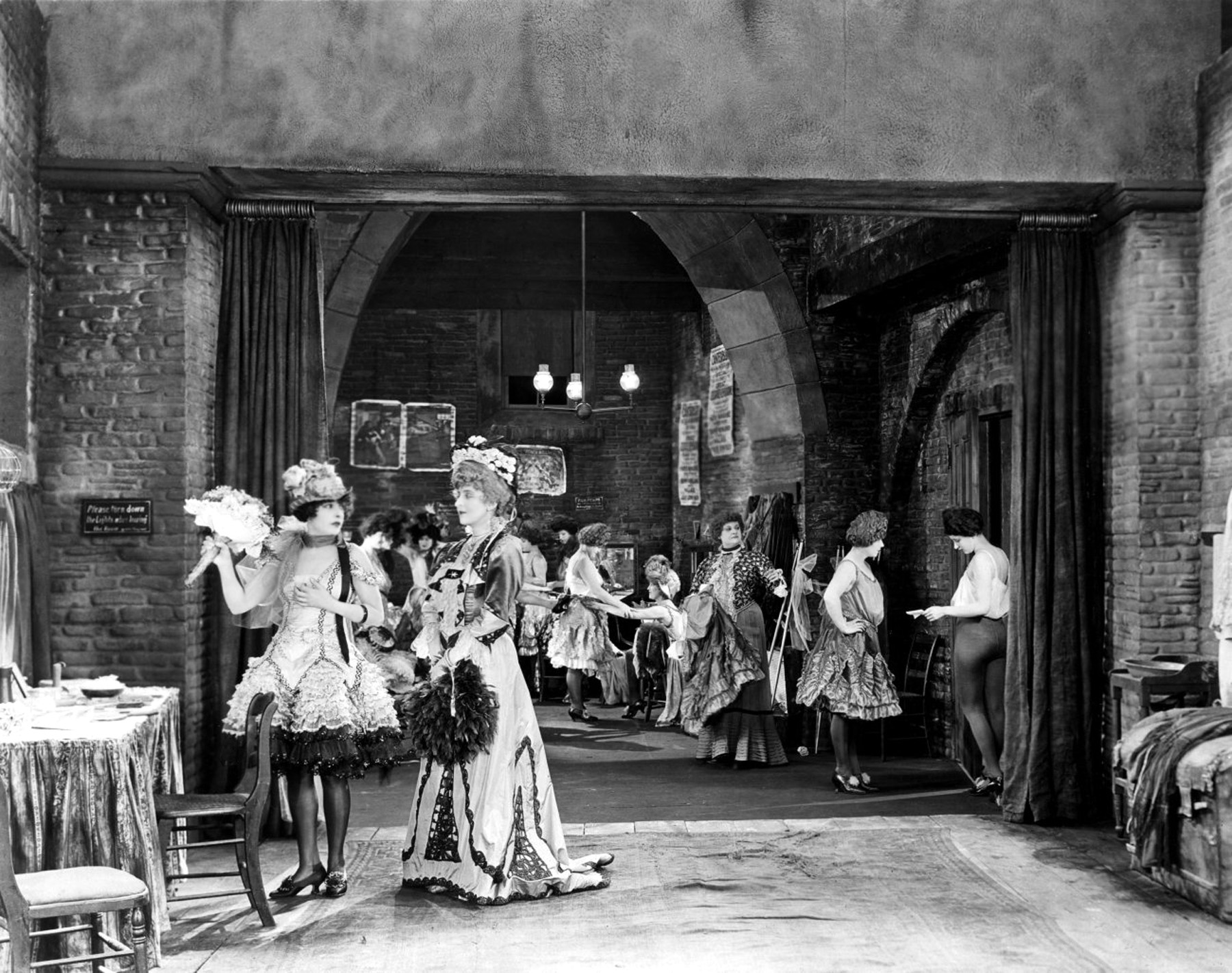
The Lady (1925)

## Filmografia parziale

### Regista
- Always Goodbye, co-regia di Kenneth MacKenna (1931)
- The Spider, co-regia di Kenneth MacKenna (1931)
- Almost Married (1932)
- Chandu the Magician, co-regia di Marcel Varnel (1932)
- I Loved You Wednesday, co-regia di Henry King (1933)
- Wharf Angel, co-regia di George Somnes (1934)
- Minaccia (The Notorious Sophie Lang), co-regia di Ralph Murphy (1934)
- La vita futura (Things to Come) (1936)
- Al pappagallo verde (The Green Cockatoo) (1937)
- Il ladro di Bagdad (The Thief of Bagdad), co-regia di Ludwig Berger, Michael Powell, Tim Whelan, Alexander Korda, Zoltán Korda (1940)
- Address Unknown (1944)
- In nome dell'amore (Deadline at Dawn), co-regia di Harold Clurman (1946)
- Duello al sole (Duel in the Sun), co-regia di King Vidor (1946)
- Il lago in pericolo (The Whip Hand) (1951)
- A sud rullano i tamburi (Drums in the Deep ) (1951)
- The Wild Heart (1952)
- The Adventures of Fu Manchu: The Zayat Kiss - film TV (1952)
- Fuoco a oriente (The North Star), regia di Lewis Milestone - scene rigirate, non accreditato (1943)
- Gli invasori spaziali (Invaders from Mars) (1953)
- Il labirinto (The Maze) (1953)

### Scenografo
- Come Out of the Kitchen, regia di John S. Robertson - art director (1919)
- I denti della tigre (The Teeth of the Tiger), regia di Chet Withey - production designer (1919)
- The Witness for the Defense, regia di George Fitzmaurice (1919)
- Scrambled Wives, regia di Edward H. Griffith (1921)
- The Thief of Baghdad, regia di Raoul Walsh - production designer, associate art director (1924)
- The Lady, regia di Frank Borzage (1925)
- Cobra, regia di Joseph Henabery (1925)
- L'aquila, conosciuto anche come Aquila nera (The Eagle), regia di Clarence Brown (1925)
- The Bat, regia di Roland West (1926)
- Il figlio dello sceicco (The Son of the Sheik), regia di George Fitzmaurice (1926)
- Le disgrazie di Adamo (Fig Leaves), regia di Howard Hawks (1926)
- Via Belgarbo (Quality Street), regia di Sidney Franklin (1927)
- La battaglia dei sessi (The Battle of the Sexes), regia di D.W. Griffith (1928)
- La donna contesa (The Woman Disputed), regia di Henry King e Sam Taylor (1928)
- Cercasi avventura (Bulldog Drummond), regia di F. Richard Jones e, associato, Leslie Pearce (1929)
- L'isola del diavolo (Condemned), regia di Wesley Ruggles (1929)
- Coquette, regia di Sam Taylor - arredatore (1929)
- La bisbetica domata (The Taming of the Shrew), regia di Sam Taylor (1929)
- Alibi, regia di Roland West (1929)
- Puttin' on the Ritz, regia di Edward Sloman (1930)
- Notte romantica (One Romantic Night), regia di Paul L. Stein - set (1930)
- Raffles, l'Arsenio Lupin inglese (Raffles), regia di George Fitzmaurice e, non accreditato, Harry d'Abbadie d'Arrast (1930)
- Kiki, regia di Sam Taylor - settings (1931)
- Le avventure di Tom Sawyer (The Adventures of Tom Sawyer), regia di Norman Taurog - designer (sequenza della caverna) (1938)
- Via col vento (Gone with the Wind), regia di Victor Fleming - production designer (1939)
- La nostra città (Our Town), regia di Sam Wood - production designer (1940)
- Il pirata nero (The Black Pirates), regia di Allen H. Miner (1954)

### Effetti speciali
- Cavalcata (Cavalcade), regia di Frank Lloyd (1933)

### Produttore
- Fuoco a oriente (The North Star), regia di Lewis Milestone (1943)